# 20 копійок «50 років Радянської влади»
50-річчя Радянської влади (рос. 50-летие Советской власти) — мідно-нікелева ювілейна монета СРСР вартістю 20 копійок, випущена 1 жовтня 1967 року. Монета входила до єдиної в своєму роді серії монет, подібної серії в СРСР більше не виходило.

## Тематика
На реверсі монети зображено легендарний крейсер «Аврора», що робить історичний залп по Зимовому палацу. Крейсер «Аврора» відомий своєю роллю в Жовтневій революції 1917 року. Крейсер названий на честь парусного фрегата «Аврора», що прославився під час оборони Петропавловська-Камчатського.

## Історія
У 1967 році було випущено серію ювілейних монет номіналом у 10, 15, 20, 50 копійок і 1 карбованець, присвячених Жовтневій революції 1917 року. Зображення цієї монети в 1 карбованець було аналогічним зображенню монети з цієї серії номіналом 50 копійок. Монети цієї серії карбувалися на Ленінградському монетному дворі (ЛМД). Ювілейні монети присвячені Жовтневій революції карбувалися у СРСР також у 1977 і 1987 роках.

## Опис та характеристики монети
| Номінал коп. | Метал                 | Маса (гр) | Діаметр (мм) | Товщина (мм) | Гурт                        | Тираж штук                |
| ------------ | --------------------- | --------- | ------------ | ------------ | --------------------------- | ------------------------- |
| 20           | мідно-нікелевий сплав | 4,35      | 21,84        | 1,7          | рубчастий (116–124 рифлень) | 50,000,000 211,250 (пруф) |

### Аверс
Зверху позначення номіналу монети «20» і правіше слово «КОПЕЕК», нижче зображення крейсера «Аврора», що світить прожектором вправо.

### Реверс
Зверху герб СРСР з 15 витками стрічки, ліворуч від герба рік Великої Жовтневої соціалістичної революції «1917», праворуч рік випуску монети «1967», нижче слова «ПЯТЬДЕСЯТ ЛЕТ СОВЕТСКОЙ ВЛАСТИ».

### Гурт
Рубчастий (116–124 рифлень).

## Автори
- Художник: В. К. Нікітін
- Скульптор: А. В. Козлов, І. С. Комшилов